# Prosti pad
Pròsti pád je enakomerno pospešeno gibanje teles brez lastnega pogona v težnostnem polju, pri katerem na telo deluje sila teže. Telo pada s pospeškom 9,8m/s2. Zgled za prosti pad je gibanje telesa, ki se ga spusti, pa tudi kroženje Lune in umetnih satelitov okrog Zemlje. V vseh navedenih primerih se telo giblje pospešeno, pri čemer je pri kroženju satelitov radialni pospešek enak težnemu pospešku.
Na kratkih razdaljah se lahko prosti pad približno obravnava kot premo enakomerno pospešeno gibanje.
Enačba sile, ki deluje na telo pri prostem padu je na voljo v enciklopediji
{\displaystyle Fz=Fm-Fu\!\,,}
{\displaystyle Fz=mg-c\rho Av^{2}\!\,,} (enačbo delimo z m)
{\displaystyle z''=g[1-c\rho Az'^{2}/(mg)]\!\,.}
Naj bo {\displaystyle k=mg/(c\rho A)}, potem dobimo:
{\displaystyle z''=g[1-(z'/k)^{2}]\!\,.}
Tako doseže telo največjo hitrost, ko je sila upora enaka sili teže. V tem trenutku je pospešek telesa: 
{\displaystyle z''=0\!\,,}
{\displaystyle z'max=[mg/(c\rho A)]^{0},5\!\,,}
' - prvi odvod
 - drugi odvod
z'max - končna hitrost
c - koeficient upora
{\displaystyle \rho } - gostota zraka
A - največji prerez telesa

## Zgledi
Končna hitrost sokola med spustom na plen je približno 340 km/h. 
Povprečna končna hitrost padalca v prostem padu z napol odprtim padalom je približno 195 km/h. Bistveno večje hitrosti pa se lahko dosežejo, če padalec roke in noge skrči.
Trenutni rekorder za najhitrejši prosti pad je Felix Baumgartner, ki je z RedBull Stratos kompanijo prebil zvočni zid. Padel je z višine 122.000ft (čevljev)